# Liste der Naturdenkmale im Schwalm-Eder-Kreis
Die Liste der Naturdenkmale im Schwalm-Eder-Kreis nennt die Listen der in den Städten und Gemeinden im Schwalm-Eder-Kreis gelegenen Naturdenkmale.
| Ort             | Liste                                            | Anzahl der Naturdenkmale |
| --------------- | ------------------------------------------------ | ------------------------ |
| Bad Zwesten     | Liste der Naturdenkmale in Bad Zwesten           | 01                       |
| Borken (Hessen) | Liste der Naturdenkmale in Borken (Hessen)       | 05                       |
| Edermünde       | Liste der Naturdenkmale in Edermünde             | 02                       |
| Felsberg        | Liste der Naturdenkmale in Felsberg (Hessen)     | 14                       |
| Frielendorf     | Liste der Naturdenkmale in Frielendorf           | 04                       |
| Fritzlar        | Liste der Naturdenkmale in Fritzlar              | 09                       |
| Gilserberg      | Liste der Naturdenkmale in Gilserberg            | 11                       |
| Gudensberg      | Liste der Naturdenkmale in Gudensberg            | 07                       |
| Guxhagen        | Liste der Naturdenkmale in Guxhagen              | 02                       |
| Homberg (Efze)  | Liste der Naturdenkmale in Homberg (Efze)        | 16                       |
| Jesberg         | Liste der Naturdenkmale in Jesberg               | 03                       |
| Knüllwald       | Liste der Naturdenkmale in Knüllwald             | 03                       |
| Körle           | [ 2 ]                                            |                          |
| Malsfeld        | Liste der Naturdenkmale in Malsfeld              | 03                       |
| Melsungen       | Liste der Naturdenkmale in Melsungen             | 06                       |
| Morschen        | Liste der Naturdenkmale in Morschen              | 01                       |
| Neuental        | Liste der Naturdenkmale in Neuental              | 03                       |
| Neukirchen      | Liste der Naturdenkmale in Neukirchen (Knüll)    | 02                       |
| Niedenstein     | Liste der Naturdenkmale in Niedenstein           | 05                       |
| Oberaula        | Liste der Naturdenkmale in Oberaula              | 02                       |
| Ottrau          | Liste der Naturdenkmale in Ottrau                | 04                       |
| Schrecksbach    | [ 2 ]                                            |                          |
| Schwalmstadt    | Liste der Naturdenkmale in Schwalmstadt          | 08                       |
| Schwarzenborn   | Liste der Naturdenkmale in Schwarzenborn (Knüll) | 02                       |
| Spangenberg     | Liste der Naturdenkmale in Spangenberg           | 12                       |
| Wabern          | Liste der Naturdenkmale in Wabern (Hessen)       | 06                       |
| Willingshausen  | Liste der Naturdenkmale in Willingshausen        | 05                       |

## Belege und Anmerkungen
1. ↑  Anlage: Tabelle 3 - Naturdenkmale im Schwalm-Eder-Kreis. (pdf; 7,45 MB) der 2. Verordnung zur Änderung der Verordnung zum Schutze der Naturdenkmale im Schwalm-Eder-Kreis vom 28. 04. 1986, zuletzt geändert durch Verordnung vom 8. Mai 2007. Der Kreisausschuss des Schwalm-Eder-Kreises, 17. Dezember 2008, S. 30, archiviert vom Original (nicht mehr online verfügbar) am 25. Juni 2017; abgerufen am 7. Februar 2017.
2. 1 2  
kein Naturdenkmal verordnet